# Јакоповец
Јакоповец је насељено место у саставу општине Јалжабет у Вараждинској жупанији, Хрватска. До територијалне реорганизације у Хрватској налазио се у саставу старе општине Вараждин.

## Становништво
На попису становништва 2011. године, Јакоповец је имао 485 становника.

## Попис1991.
На попису становништва 1991. године, насељено место Јакоповец је имало 489 становника, следећег националног састава:
| Попис 1991.‍  | Попис 1991.‍  | Попис 1991.‍ | Попис 1991.‍ | Попис 1991.‍ |
| ------------ | ------------ | ----------- | ----------- | ----------- |
|              |              |             |             |             |
| Хрвати       | Хрвати       |             | 484         | 98,97%      |
| Словенци     | Словенци     |             | 3           | 0,61%       |
| неопредељени | неопредељени |             | 2           | 0,40%       |
| укупно: 489  |              |             |             |             |